# I Wanna Be the Guy: Gaiden
I Wanna Be the Guy: Gaiden (noto anche come IWBTGG) è un videogame freeware indie ideato, sviluppato e pubblicato da Mike "Kayin" O'Reilly nel 2012. Si tratta, in ordine di trama, del seguito di I Wanna Be the Guy, in ordine di uscita di I Wanna Save the Kids e quindi il terzo gioco in ordine cronologico della serie I Wanna Be the Guy. Come il primo capitolo, è un videogioco platform d'avventura dai livelli di estrema difficoltà in stile 8-bit per quanto riguarda la grafica.

## Trama
La storia segue The Lad, che (senza un motivo, precisa il creatore) cerca The Kid, ora diventato The Guy.
I livelli formano in tutto tre stage, che propongono ciascuno un boss e dei mini-boss come il capitolo antecedente.